# Ħal Safi
Ħal Safi (Safi) är en ort och  kommun i republiken Malta. Den ligger i den sydöstra delen av landet, 8 kilometer söder om huvudstaden Valletta. 